# جون ويليام شابمان
جون ويليام شابمان (بالإنجليزية: John William Chapman)‏ هو محامي وسياسي أمريكي، ولد في 9 سبتمبر 1894 في كريت في الولايات المتحدة، وتوفي في 1 أغسطس 1978. حزبياً، نشط في الحزب الجمهوري.